# Magma comutativo
Em matemática, existem magmas que são comutativos, mas não associativos. Um exemplo simples de tais magmas é obtido a partir do jogo das crianças de pedra, papel e tesoura. Tais magmas dão origem a álgebras não-associativas.

## Um magma comutativo não-associativo derivado do jogo de pedra, papel e tesoura

Mapa de Karnaugh de todas as possibilidades de as propriedades Comutativa, Associativa, Inverso, e Identidade valer (y) ou não (n), e a definição de uma operação binária ⊕ correspondente sobre os números inteiros para quase todas as possibilidades.

Seja {\displaystyle M:=\{r,p,s\},} cujos elementos correspondem aos gestos de "pedra", "papel" e "tesoura" (em inglês, "rock", "paper" e "scissor"), respectivamente, e considere a operação binária {\displaystyle \cdot :M\times M\to M} decorrente das regras do jogo da seguinte maneira:
Para quaisquer {\displaystyle x,y\in M:}
- Se {\displaystyle x\neq y} e {\displaystyle x} vence  {\displaystyle y} no jogo, então, {\displaystyle x\cdot y=y\cdot x=x}
- {\displaystyle x\cdot x=x,} ou seja, todo {\displaystyle x} é idempotente.

Assim, por exemplo:
- {\displaystyle r\cdot p=p\cdot r=p}   "o papel vence a pedra";
- {\displaystyle s\cdot s=s}  "a tesoura empata com a tesoura".

Isso resulta na seguinte tabela de Cayley:
{\displaystyle {\begin{array}{c|ccc}\cdot &r&p&s\\\hline r&r&p&r\\p&p&p&s\\s&r&s&s\end{array}}}
Por definição, o magma {\displaystyle (M,\cdot )} é comutativo, mas além disso ele é não-associativo, como se pode ver considerando que:
{\displaystyle r\cdot (p\cdot s)=r\cdot s=r}
mas
{\displaystyle (r\cdot p)\cdot s=p\cdot s=s}
isto é,
{\displaystyle r\cdot (p\cdot s)\neq (r\cdot p)\cdot s}

## Outros exemplos
A operação de "média" {\displaystyle x\oplus y=(x+y)/2} nos números racionais (ou qualquer sistema numérico comutativo fechado sob a divisão) também é comutativa, mas não é associativa em geral, por exemplo,
{\displaystyle -4\oplus (0\oplus +4)=-4\oplus +2=-1}
mas
{\displaystyle (-4\oplus 0)\oplus +4=-2\oplus +4=+1}
Geralmente, as operações de média estudadas em topologia não precisam ser associativas.
A construção aplicada na seção anterior para pedra-papel-tesoura aplica-se diretamente para variantes do jogo com outra quantidade de gestos, como descrito na seção de variações, desde que existam dois jogadores e as condições sejam simétricas entre eles; de forma mais abstrata, ela pode ser aplicada a qualquer relação binária trichotomous relação binária (como "vencer" no jogo). O magma resultante será associativo se a relação for transitiva e, portanto, é uma ordem total (estrita);
caso contrário, se finito, ela contém ciclos orientados (como pedra-papel-tesoura-pedra) e o magma é não-associativa. Para ver este último caso, considere a combinação de todos os elementos de um ciclo na ordem inversa, isto é, de modo que cada elemento combinado vence o anterior;
o resultado é o último elemento combinado, enquanto associatividade e comutatividade significaria que o resultado só dependeria do conjunto de elementos do ciclo.
A linha inferior do diagrama de Karnaugh acima dá mais exemplos de operações, definidas nos números inteiros (ou em qualquer anel comutativo).

## Álgebras não associativas comutativas derivadas
Usando o exemplo de pedra-papel-tesoura, pode-se construir uma álgebra sobre um corpo {\displaystyle K} comutativa mas não-associativa: considere {\displaystyle A} como sendo o espaço vetorial  tridimensional sobre {\displaystyle K}  cujos elementos são escritos na forma
{\displaystyle (x,y,z)=xr+yp+zs,}
em que {\displaystyle x,y,z\in K.} A adição vetorial e a multiplicação por escalar são definidas componente a componente, e os vetores são multiplicados usando as regras acima para multiplicar os elementos {\displaystyle r,p,s.} 
O conjunto
 :{\displaystyle \{(1,0,0),(0,1,0),(0,0,1)\},} ou seja, {\displaystyle \{r,p,s\}}
forma uma base para a álgebra {\displaystyle A.} Como antes, a multiplicação de vetores em {\displaystyle A} é comutativa, mas não é associativa.
O mesmo procedimento pode ser utilizado para obter a partir de qualquer magma comutativo {\displaystyle M} uma álgebra sobre {\displaystyle K} em {\displaystyle K^{M},} que será não-associativa se o mesmo ocorrer com {\displaystyle M.}
1. ↑  PU5EPX, Elvis Pfützenreuter. «Estruturas algébricas». EPx. Consultado em 14 de fevereiro de 2021
2. ↑  Aguiar von Flach, Rodrigo (fevereiro de 2012). «Variedades com Conexão Afim e Estruturas Geométricas Não-associativas» (PDF). UFBA